# TV Amplitude (Juara)
TV Amplitude é uma emissora de televisão brasileira sediada em Juara, cidade do estado de Mato Grosso. Opera no canal 7 (47 UHF digital), e é afiliada à Record. Pertence ao Grupo Amplitude de Comunicação, que também controla a Amplitude FM na cidade.

## História
A emissora foi fundada como TV Juara em 1994, pertencendo ao grupo Juara Radiotelevisão, que também era composto pela então Rádio Difusora (1140 AM) no município. Inicialmente, a emissora era afiliada à Rede Manchete, deixando a rede carioca em 1997 para se afiliar à Rede Record.
Em 2015, a Juara Radiotelevisão promoveu a "Copa TV Juara/Record e Rádio Difusora 1140 de Futsal", um torneio de futsal composto por quase 100 partidas que contou com 25 equipes participantes.
Em 2016, o grupo foi adquirido pelo recém-formado Grupo Amplitude de Comunicação, que na época havia comprado a TV Mundial de Juína, e a TV Juara passou a utilizar a nomenclatura TV Record Juara. No mesmo ano, a partir de 24 de novembro, adotou a nomenclatura RecordTV Juara, seguindo a mudança de nome de sua rede.
Em 30 de março de 2020, a emissora abandona a nomenclatura da rede e passa a se chamar TV Amplitude.

## Sinal digital
| Canal virtual | Canal digital | Resolução de tela | Programação                                      |
| ------------- | ------------- | ----------------- | ------------------------------------------------ |
| 7.1           | 47 UHF        | 1080i             | Programação principal da TV Amplitude / RecordTV |

A TV Amplitude foi autorizada a implantar seu sinal digital por meio de um ato do Ministério das Comunicações de 6 de fevereiro de 2014, que autoriza a Juara Radiotelevisão Ltda. a utilizar o canal 47 UHF digital em Juara. A emissora deu início às transmissões em sinal digital no dia 1 de abril de 2020.

### Transição para o sinal digital
A TV Amplitude cessou voluntariamente suas transmissões pelo canal 7 VHF em 16 de outubro de 2020, antes do limite estabelecido pela ANATEL, que é o desligamento até 31 de dezembro de 2023.

## Programas
Além de retransmitir a programação nacional da Record e estadual da TV Vila Real, a TV Amplitude também produz ou exibe os seguintes programas:
- Balanço Geral Juara: Jornalístico, com Eberth Rodrigues;[11]
- Cidade Alerta Juara: Jornalístico, com Beatriz Schaffer;[12]
- Edelson Moura na TV: Programa de auditório, com Edelson Moura;[13]
- Nortão dá Sorte: Sorteio;[14]
- O Povo na TV; Variedades, com Eberth Rodrigues;[15]

Diversos outros programas compuseram a grade da emissora, e foram descontinuados:
- Arinos Urgente[16]
- Clip Show[17]
- Domingo Musical[17]
- Encontro com Os Serranos na TV[18]
- Graça na TV[19]
- Ponto de Luz[20]
- Record Juara[21]

## Equipe

### Membros atuais
- Beatriz Schaffer[22]
- Eberth Rodrigues[23]
- Jota Ribeiro[24]

### Membros antigos
- Altair Barbosa[25]
- Cláudio Henrique (hoje na Amplitude FM)[26]
- Edmilson Santos †[27]
- Fernando Antonio (hoje na Amplitude FM)[28]
- Geovani Barros[16]
- Paulo Becker †[29]
- Elieder Almeida[20]
- Salvador Pizzolio[30]